# Lost in Space Part I

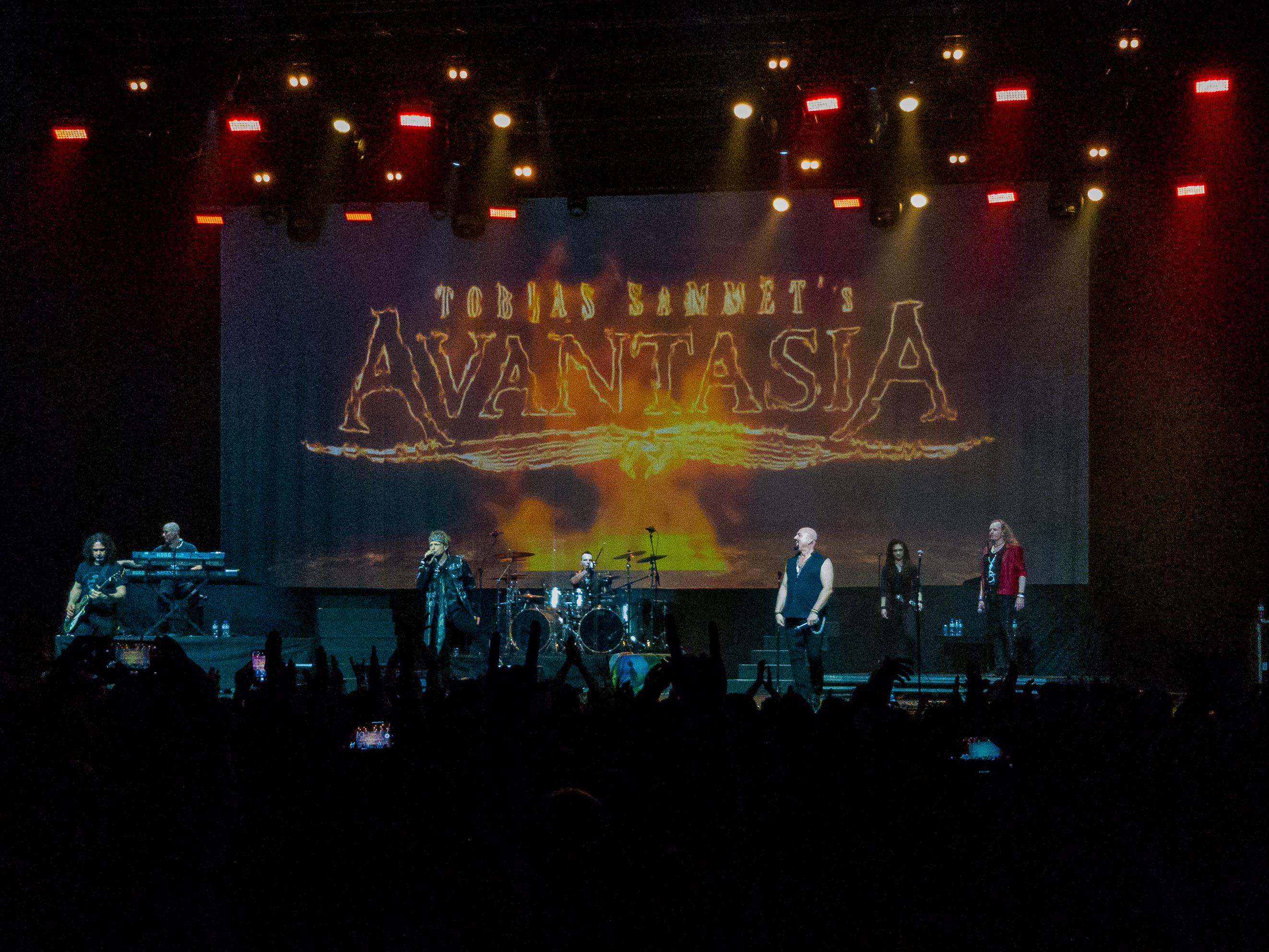
Avantasia en Vivo

Lost in Space Part I es una parte del Proyecto de Tobias Sammet Avantasia. Este incluye (En sus dos partes) versiones de canciones, adelantos de su posterior disco The Scarecrow en 2008, y como especial una versión lenta de la canción Lost in Space, llamada Epic Version o version epica.
Como es común en Avantasia, variados artistas se sumaron como Amanda Somerville, Eric Singer, Bob Catley o Jorn Lande entre otros

## Lista de canciones
1. Lost in Space 3:52
2. Lay all your Love on me (ABBA Cover)4:23
3. Another Angel down (feat. Jorn Lande) 5:42
4. The Story ain't over (feat. Bob Catley & Amanda Somerville)4:59
5. Return to Avantasia 0:47
6. Ride The Sky (feat. Eric Singer en vocales) 2:55

- Datos: Q2538735
- Multimedia: Avantasia / Q2538735